# Gorski kotar

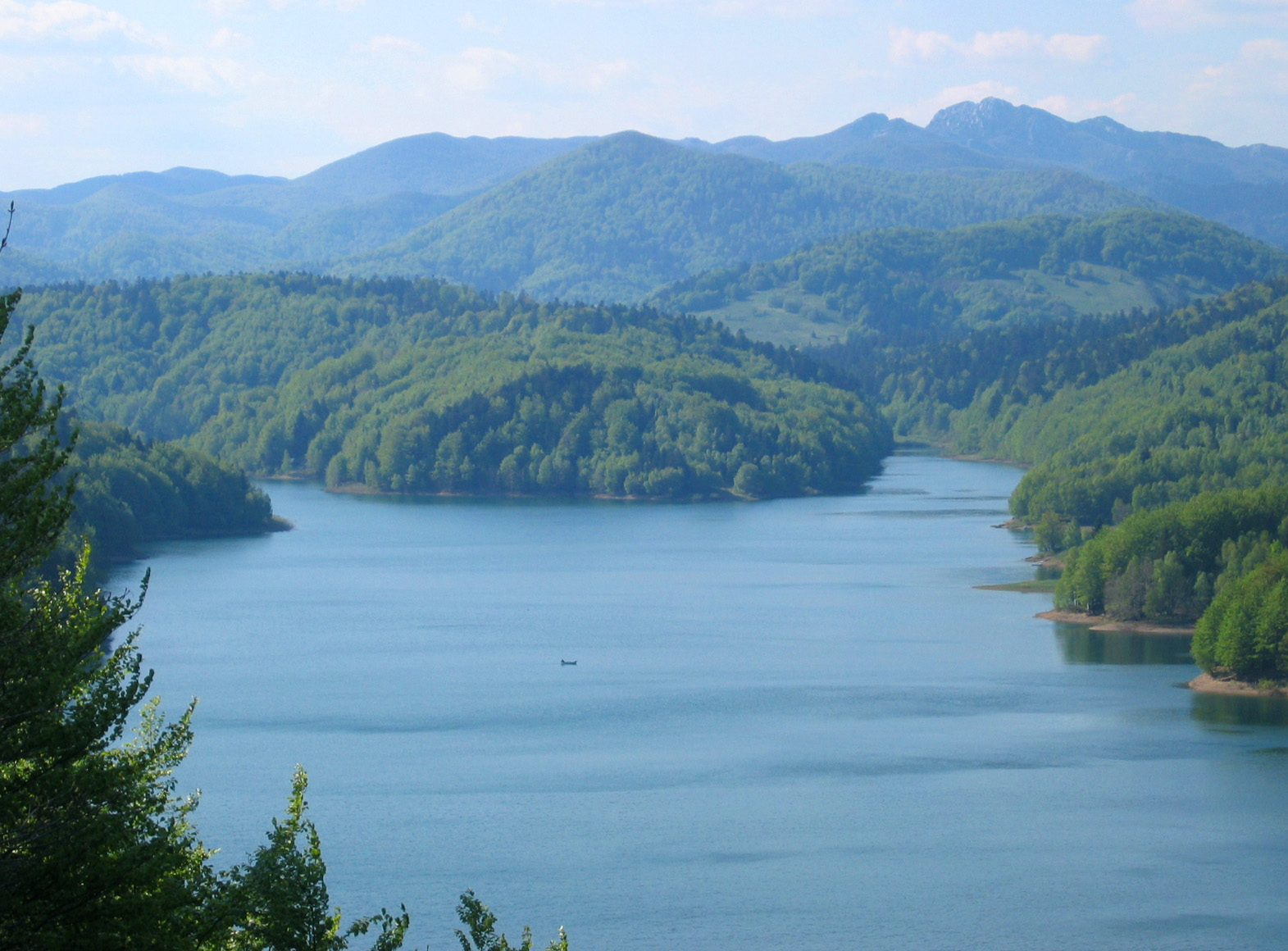
Der See Lokvarsko jezero

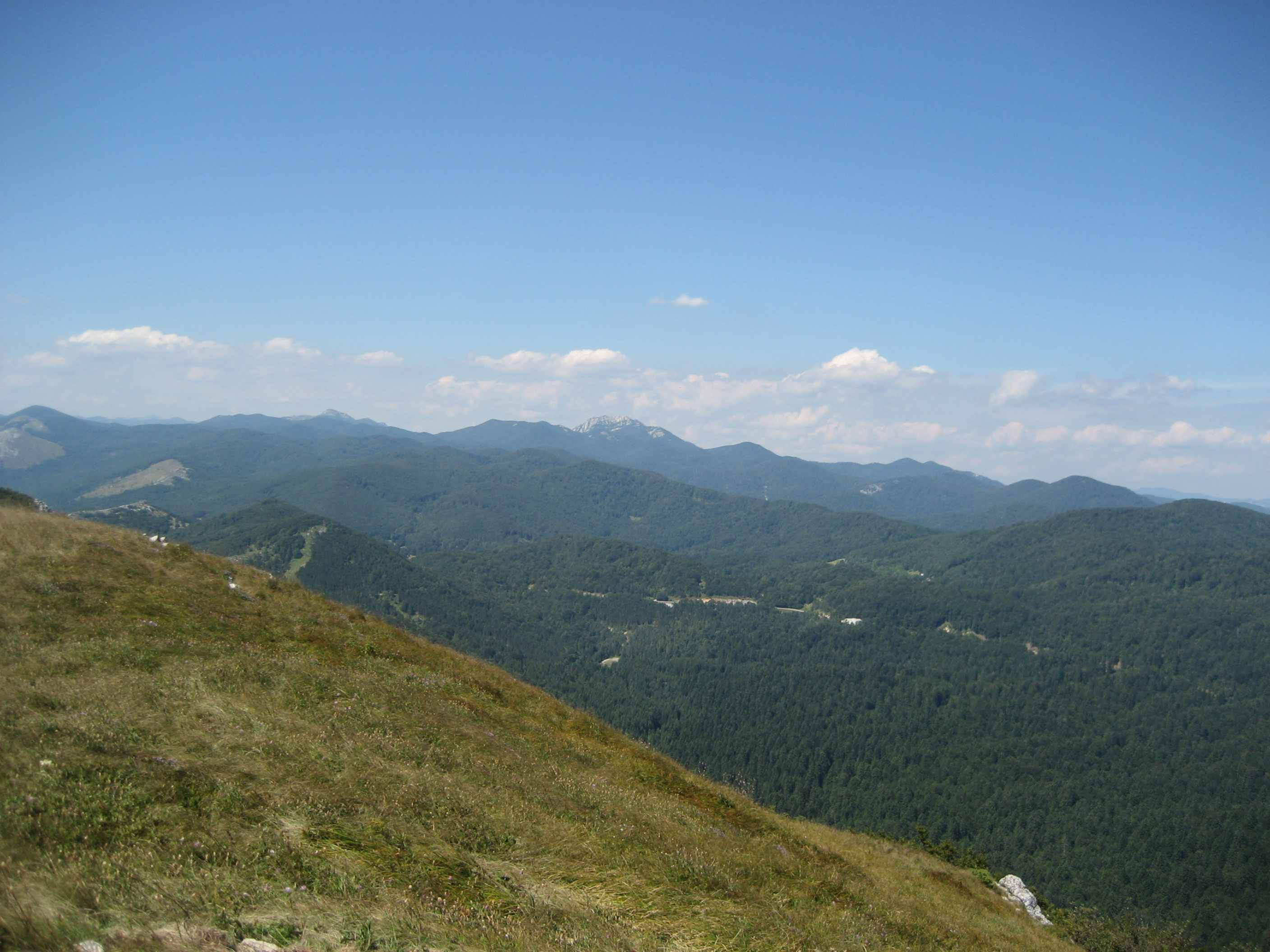
Blick vom Gipfel des Tuhobic zum Nationalpark Risnjak

Der Gorski kotar (deutsch Bergland) ist eine Landschaft im Nordwesten Kroatiens und grenzt im Westen an das kroatische Küstengebiet.
Er ist eine Hochebene mit der Durchschnittshöhe von 700–900 m. i. J., aus der die Berggipfel bis auf über 1500 m. i. J. emporsteigen. Sie steigt  steil über der Kvarner-Bucht auf, während der Zugang aus dem Landesinneren wesentlich sanfter und abgestufter ist. Gerade daraus ergeben sich klimatische Folgen, die auf den großen Einfluss des Reliefs zurückzuführen sind. Bei ausgeprägtem Gebirgsklima herrschen im Januar (−2 °C), Februar (−0,8 °C) und Dezember (−0,5 °C) Minusgrade, während die jährliche Durchschnittstemperatur +7,16 °C beträgt. Die Winter sind lang, streng und mit einer Schneedecke, die im Schnitt 106 Tage im Jahr liegen bleibt. Die Sommer sind kurz, frisch und relativ angenehm. Feuchtigkeit ist reichlich vorhanden, was den üppigen Waldbewuchs begünstigt und häufigen Nebel verursacht. Durchschnittlich fällt hier 2079 mm Niederschlag pro Jahr (so genannter orographischer, durch das Relief bedingter Regen).
Landschaftlich betrachtet überwiegt der „grüne Karst“, d. h. auf den Felsen aus Kalk und Dolomit verbleibt eine dünne Humusschicht, deren chemische Zusammensetzung und Tiefe vorwiegend den Buchen-, Wacholder- und Tannenkulturen entspricht, wobei die Bodenkonfiguration sowie die Windrichtung genügend Feuchtigkeit bzw. Niederschläge sichert, so dass alles zusammen eine fast geschlossen begrünte Landschaft ergibt. Der Gorski Kotar weist ein Gebirgsrelief des konvexen, nach außen gewölbten Typs auf. Die konkaven Formen verlangsamen die Dynamik der Luftmassen, während die konvexen diese beschleunigen. Die ständige Luftströmung hier kennzeichnet den Zustand der Atmosphäre durch die Mischung kontinentaler und maritimer Luftmassen.
Im Gorski Kotar befindet sich auch das Ski- und Erholungsgebiet von Bjelolasica, dem gleichnamigen höchsten Berg dieser Gegend und der Nationalpark Risnjak.
Die größten Orte im Gorski Kotar sind Delnice, Ravna Gora und Vrbovsko.

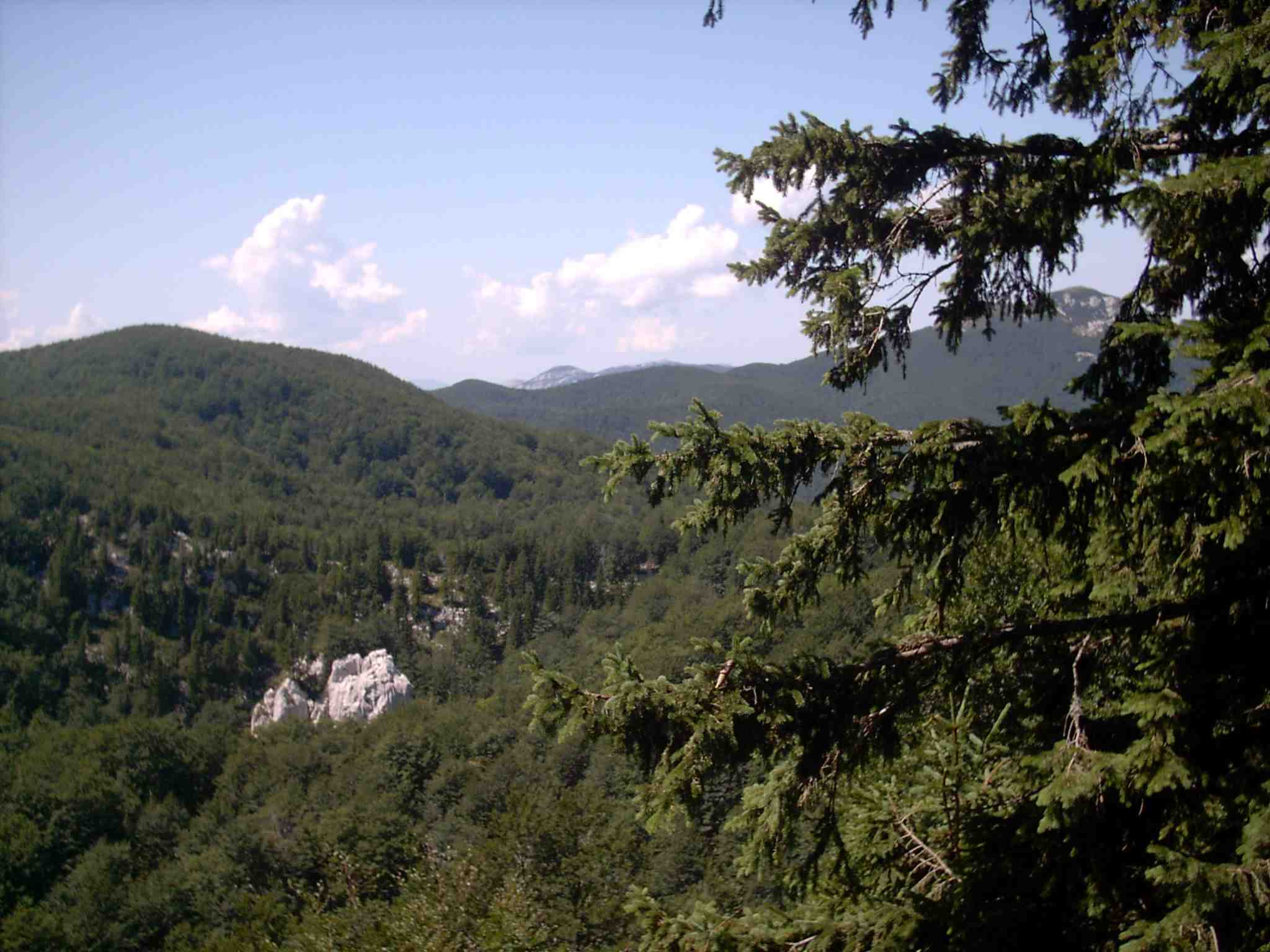
Der Gorski Kotar
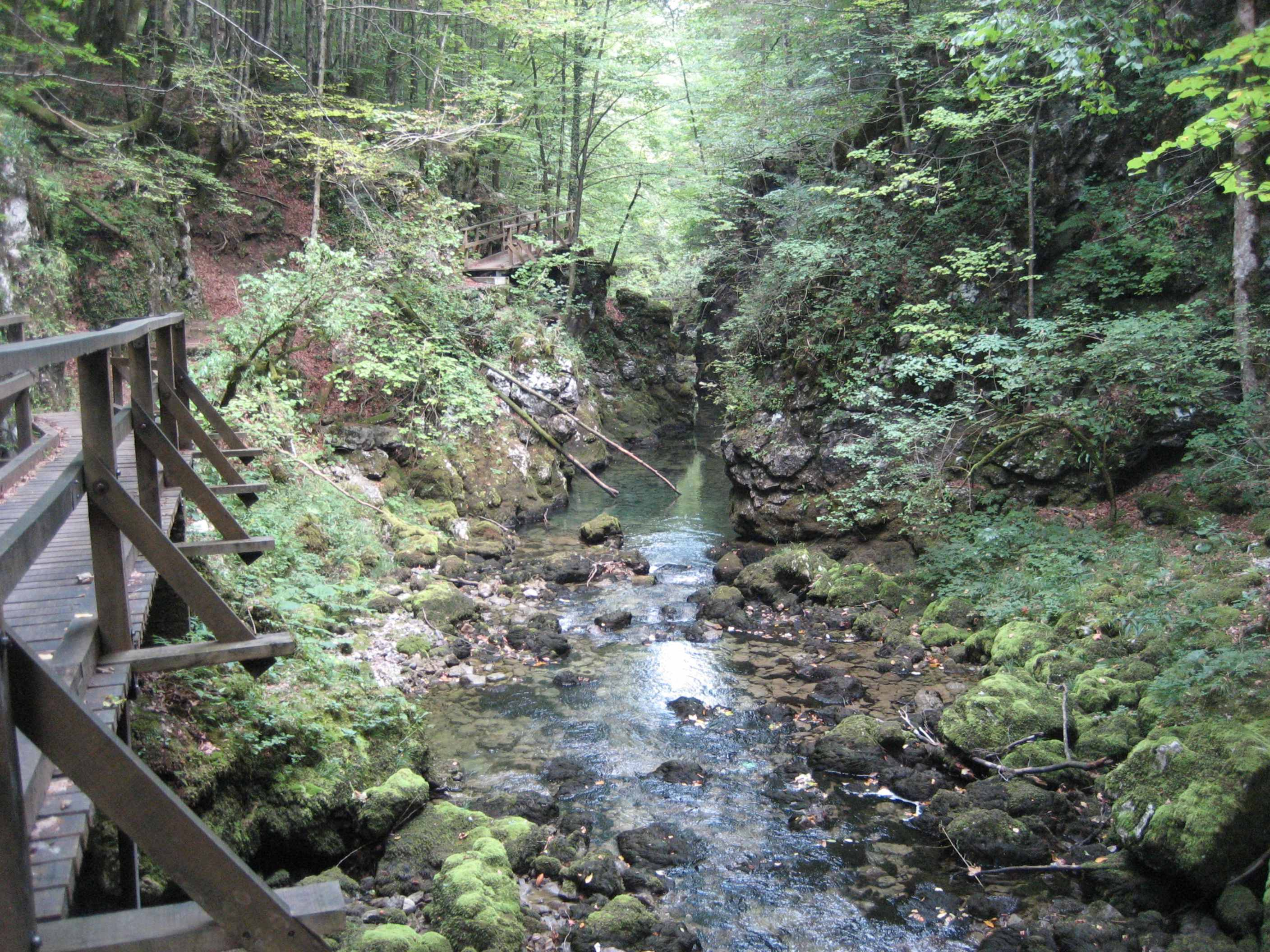
Der Kamačnik-Fluss
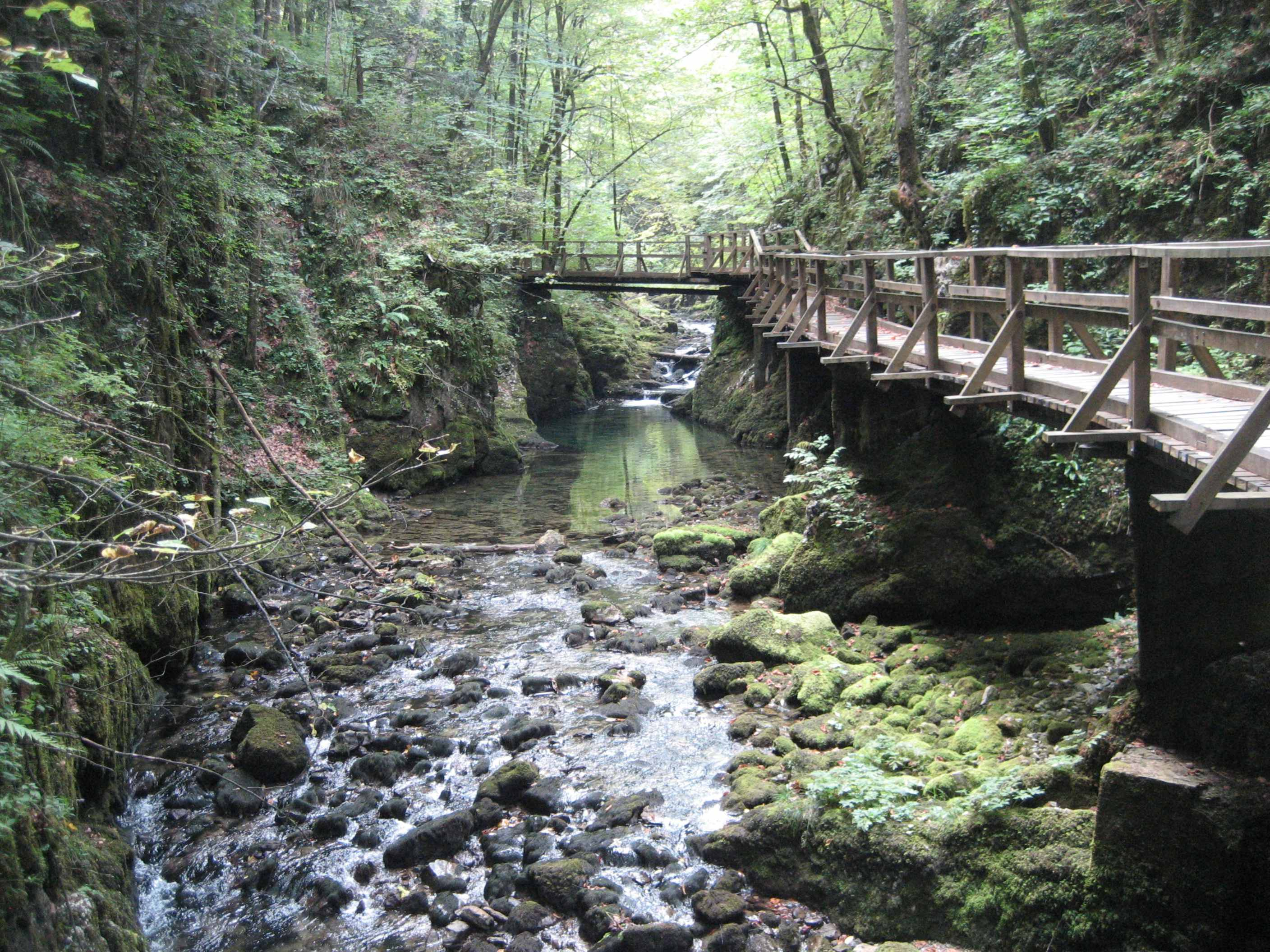
Der Kamačnik-Pfad
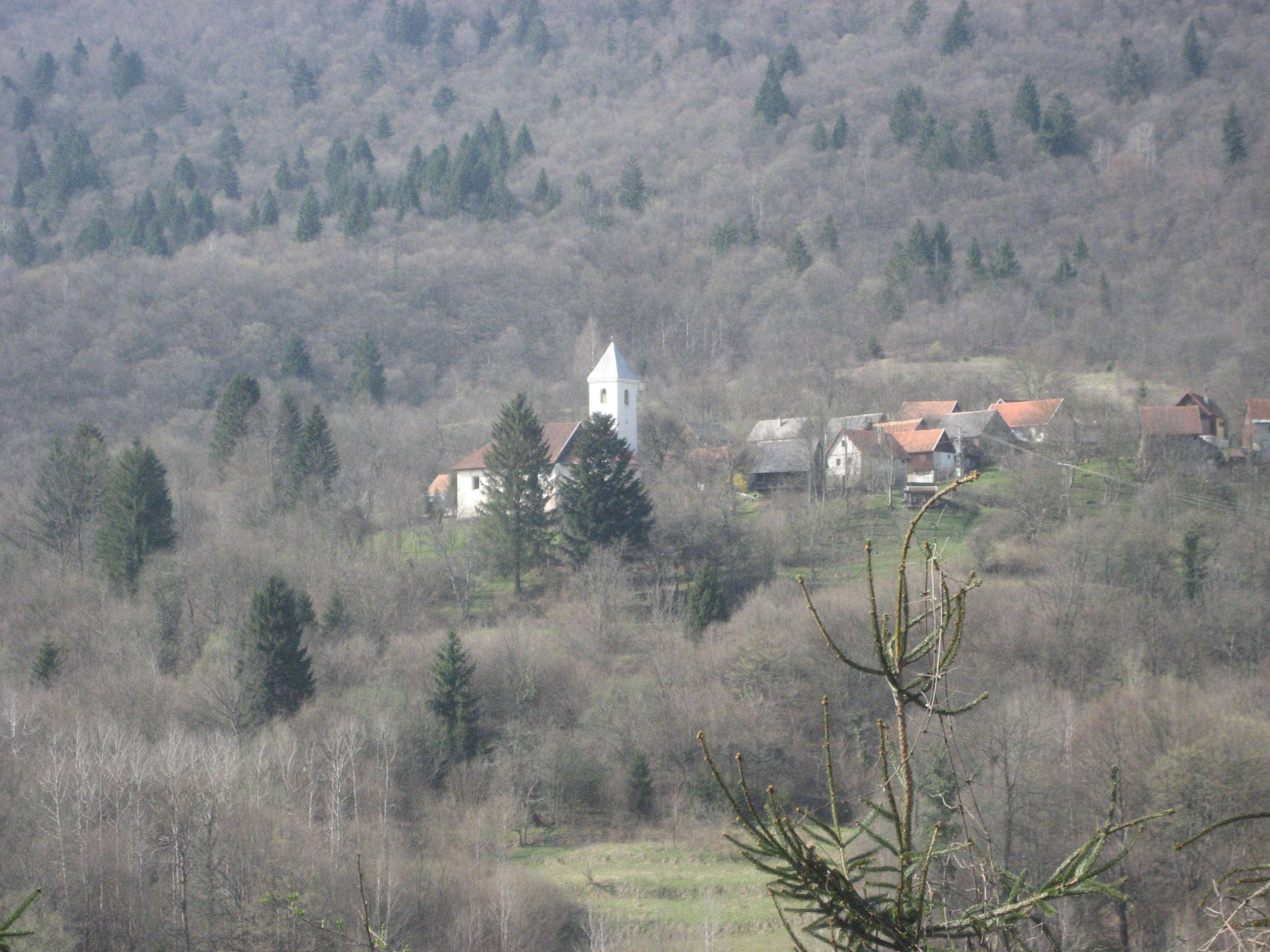
Dorf im Gorski Kotar